# Virgil Vries
Virgil Christo Vries (* 29. März 1991 in Keetmanshoop) ist ein namibischer Fußballspieler.

## Karriere

### Verein
Vries startete seine Karriere in Karasburg mit Luton FC. 2007 wechselte er zu Fedics United und gab sein Debüt in der Namibia Premier League. Nach seiner Debütsaison wechselte er zu Walvis Bay beheimateten Verein Eleven Arrows. Er entwickelte sich trotz seines jungen Alters zum Stammtorhüter und bekam Einladungen zu verschiedenen Trainingscamps der Namibischen Fußballnationalmannschaft. Nach drei Jahren entschied er sich für einen Wechsel nach Südafrika zu Golden Arrows, wo er zu 5 Spielen in der Premier Soccer League kam. Im Frühjahr 2012 unterschrieb er bei den Carara Kicks. Danach wechselte er noch im gleichen Jahr zu den Orlando Pirates, um anschließend nach kurzem Gastspiel dort zu Maritzburg United zu gehen. 2017 ging es für jeweils eine Saison zum Baroka FC, Kaizer Chiefs. Von 2019 bis zu einer Knieverletzung 2022 spielte Vries beim Swallows FC.

### International
Er war jahrelang, von 2009 bis 2020, Stammtorwart in der Nationalmannschaft seines Landes.